# Королевство обеих Сицилий
Короле́вство обе́их Сици́лий (итал. Regno delle Due Sicilie, сиц. Regnu dî Dui Sicili, неап. Regno d'e Ddoje Sicilie) — государство в Южной Италии, существовавшее в период 1816—1861 годов и созданное при объединении Неаполитанского и Сицилийского королевств. Было самым большим по территории из государств Апеннинского полуострова. Название «Неаполитанское королевство» нередко применялось на неофициальном уровне и к объединённому Королевству обеих Сицилий. Столицей страны был Неаполь, правящей династией — Неаполитанские Бурбоны. В результате Рисорджименто вошло в состав Итальянского королевства.

## Название
Название «Две Сицилии» происходит от разделения средневекового Сицилийского королевства, которому до 1285 года принадлежали Сицилия и Меццоджорно. В результате войны Сицилийской вечерни сицилийский король Карл I Анжуйский утратил сам остров Сицилию в пользу Арагона. Несмотря на то, что ему осталась только полуостровная часть, названная Неаполитанским королевством, Карл I сохранил себе титул «короля Сицилии» и в обиходе продолжал называть королевство Сицилийским. Точно так же себя титуловали арагонские правители Сицилии, тоже называя островную часть Сицилийским королевством.

## История

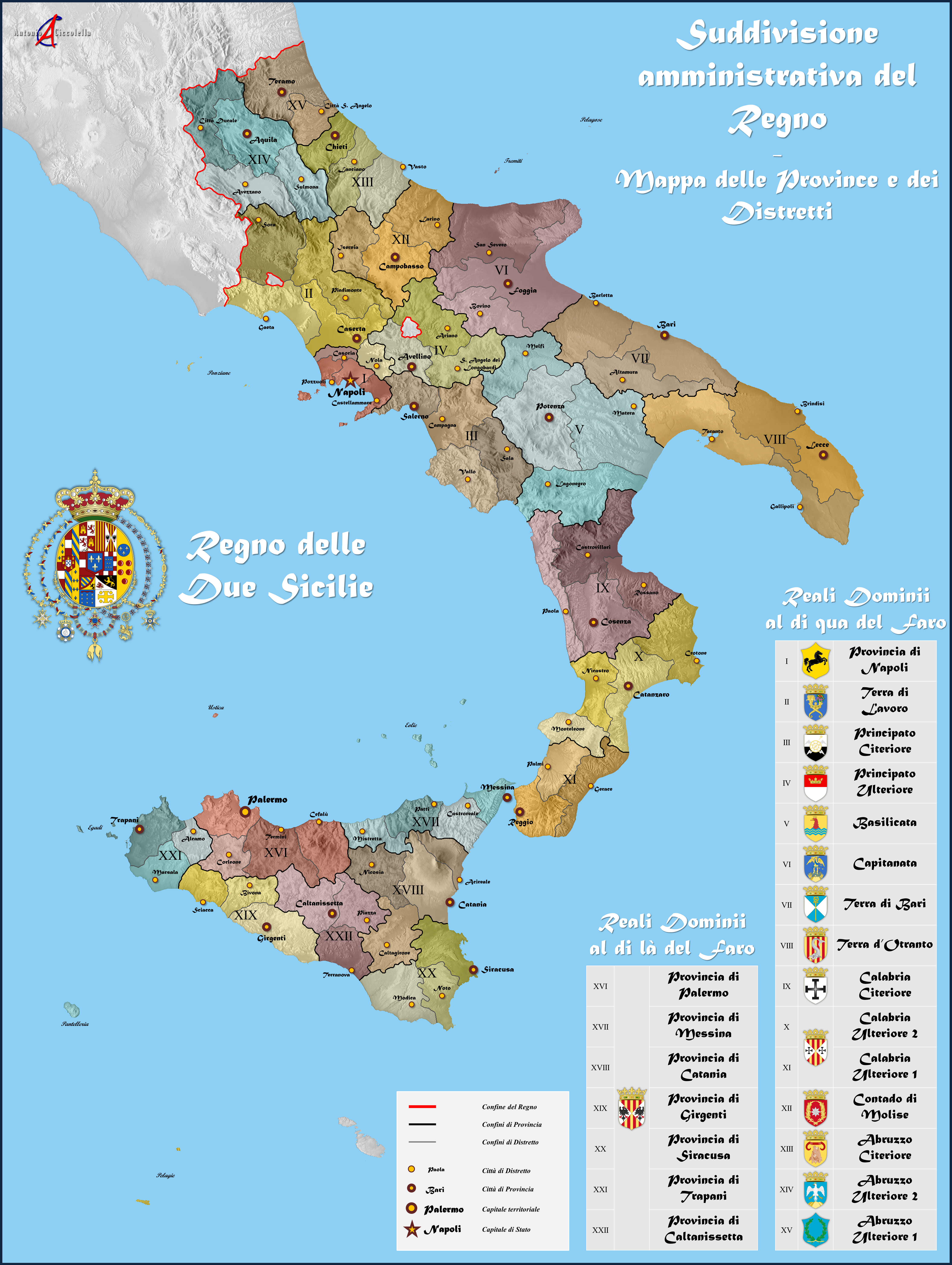
Административное деление Королевства обеих Сицилий

После поражения короля Неаполя Иоахима Мюрата при Толентино (2 мая 1815 года), решением Венского конгресса Неаполитанское королевство было возвращено королю Фердинанду IV. В декабре 1816 г. Фердинанд IV объединил свои владения в Италии и принял титул короля Обеих Сицилий с именем Фердинанд I.
Сицилийская конституция 1812 года, введённая в 1812 году на Сицилии по настоянию Англии, была упразднена. Тайным договором с Австрией (в 1815 году) Фердинанд обязался не вводить конституции и не допускать более либеральных учреждений, чем учреждения Ломбардии. Король внёс мало изменений в учреждения, сохранившиеся со времён французского господства, но предоставил их естественному ходу дел, и они пришли в упадок. Слабая администрация не могла в достаточной степени поддерживать общественный порядок; во всех провинциях процветало разбойничество. Всеобщее недовольство поддерживалось тайным обществом карбонариев и проникло в армию.
Когда в 1820 году получено было известие о событиях в Испании, революционное движение вспыхнуло и в Неаполе. Двор отказался от всякой мысли о сопротивлении. Король назначил своего сына Франциска полномочным наместником; последний передал главное начальство над армией либеральному генералу Пепе и обещал ввести испанскую конституцию, которой торжественно присягнул и король (13 июля).
Между тем на Сицилии ввели не испанскую, а собственную конституцию 1812 года; в Палермо 18 июля было учреждено временное правительство, которое провозгласило лишь личную унию с Неаполем; но вскоре неаполитанские войска вновь покорили остров и 22 ноября взяли Палермо.
Тем временем в Лайбахе состоялся конгресс держав, на котором присутствовал Фердинанд, отрёкшийся от конституции, которой присягнул. Австрия, Пруссия и Россия решили вмешаться в дела Королевства обеих Сицилий. Неаполитанские войска после небольшого сражения при Пети (7 марта) были рассеяны австрийским корпусом; 24 марта австрийцы вступили в Неаполь, где, как и на Сицилии, был восстановлен старый порядок.
Франциск I (1825—1830) продолжил политику своего отца, Фердинанда I.
Сын и преемник Франциска I, Фердинанд II (1830—1859), сначала провёл некоторые реформы и, в особенности, привёл финансы в превосходное состояние; но так как он насильственно подавлял всякие свободные стремления, то достаточно было внешнего повода, чтобы вновь вызвать внутреннюю борьбу. Таким поводом послужили реформы, частью произведённые, частью обещанные папою Пием IX в 1847 году; в особенности на Сицилии они вызвали недовольство, что вызвало там в январе 1848 года восстание. 10 февраля король даровал острову конституцию, однако 13 апреля Сицилия объявила династию Бурбонов низложенной и избрала королём герцога генуэзского, сына сардинского короля Карла Альберта. Между тем неаполитанские войска утвердились в восточной половине острова, и, когда переговоры, проведённые во время перемирия, заключённого по настоянию Франции и Англии, не увенчались успехом, они в апреле возобновили военные действии, и 15 мая заняли Палермо, что было равносильно покорению всего острова.
В Неаполе 15 мая произошло восстание буржуазии, но оно было подавлено швейцарской гвардией, поддержанной низами. 13 февраля 1849 года парламент был распущен, конституция фактически отменена. Реакция в Неаполе и Сицилии приняла более суровый характер, чем где бы то ни было; 22 тысячи человек подверглись каре за политические преступления; своих либеральных министров король сослал на галеры.

Флаг королевства с 1860 года

Власть Фердинанда II выродилась в военный деспотизм; в то же время тайные революционные общества подтачивали основы государства. Представления Англии и Франции были королём резко отклонены, вследствие чего западные державы отозвали своих представителей из Неаполя (октябрь 1856 года). Попытки к восстанию в 1856 и 1857 годах не увенчались успехом. Король боялся оставаться в Неаполе и удалился в замок Казерта, где окружил себя многочисленными охранными войсками.
После смерти Фердинанда II (22 мая 1859 года) на престол вступил юный, односторонне воспитанный и неопытный сын его Франциск II, который вопреки всем стараниям русского и французского послов уклонился от соглашения с Сардинией в видах объединения Италии. 11 мая 1860 года Гарибальди высадился в Марсале (Сицилия); 6 июня Палермо было в его власти. Король образовал либеральное министерство, выразил готовность к дарованию амнистии и к заключению союза с Сардинией, восстановил конституцию 1848 года, но было уже поздно. В августе Гарибальди появился в Калабрии; 6 сентября король покинул Неаполь и с оставшейся ему верной частью армии в количестве 40 000 человек отступил за Вольтурно; 7 сентября Гарибальди торжественно вступил в столицу.
Вслед за тем состоялся плебисцит, который подавляющим большинством голосов (1 732 000 голосов против 11 000) высказался за объединение с Италией. Завоевание королевства завершили сардинские войска. Заняв Капую (2 ноября), они осадили Гаэту, куда удалился король, и, несмотря на мужественную защиту, принудили её к сдаче (13 февраля 1861 года). Цитадель Мессины держалась до 12 марта, Чивителла дель Тронто — до 20 марта; после этого королевство Обеих Сицилий стало частью итальянского королевства.
Семья низложенного короля, не делавшая никаких серьёзных попыток к возвращению себе престола, а в лице отдельных своих представителей даже примирившаяся с новой Италией, переселилась в Рим.

## Факты
- В Королевстве обеих Сицилий была построена первая в современной Италии железная дорога в 1839 году.
- Неофициальная футбольная сборная территории исторического государства регулярно участвует в турнирах, проводимых под эгидой CONIFA.